# Лука Надірадзе
Лука́ Надіра́дзе (груз. ლუკა ნადირაძე; нар. 24 жовтня 1996, Тбілісі, Грузія) — грузинський футболіст, півзахисник футбольного клубу «Любомир» (Ставище). Зіграв 1 матч за молодіжну збірну Грузії.

## Клубна кар'єра
У 2015 році виступав в аматорському клубі «Локомотив-Джорджія» (Київ), у футболці якого зіграв 8 матчів. Того ж року повернувся до Грузії, депідписав контракт з представником Ліги Меоре «Скартвелос Універсітеті». Дебютував за «студентів» 7 березня 2016 року в програному (1:7) домашньому поєдинку 16-о туру Ліги Меоре проти столичного «Варкетілі». Лука вийшов на поле в стартовому складі, а на 27-й хвилині отримав червону картку й достроково завершив поєдинок. У складі «Скартвелос Універсітеті» зіграв 3 матчі в грузинському чемпіонаті.
У січні 2018 року відправився на перегляд до клубу української Прем'єр-ліги «Олімпік» (Донецьк). Разом з командою пройшов перший та другий зимовий збір у Туреччині, за результатами якого підписав контракт з командою. 23 серпня 2016 року потрапив до заявки донецького клубу на матчі УПЛ. З середини березня 2018 року через кадрові проблеми в захисті «олімпійців» почав залучатися до тренувань з першою командою. Дебютував у першій команді донецького клубу 19 травня 2018 року в програному (0:2) виїзному поєдинку останнього 32-о туру Прем'єр-ліги проти ФК «Олександрії». Надірадзе вийшов на поле в стартовому складі, а на 64-й хвилині його замінив Назар Єдинак.
30 серпня 2018 року став гравцем «Сум».
З 2021 року є гравцем клубу Другої ліги України «Любомир» (Ставище).

## Кар'єра в збірній
У середині березня 2018 року отримав виклик до молодіжної збірної Грузії для участі в матчах проти однолітків з Фарерських островів та Данії в рамках кваліфікації до Євро-2019.